# Marco Antonio Loustaunau Caballero
Marco Antonio Loustaunau Caballero (* 1942) ist ein ehemaliger mexikanischer Diplomat.
1986 war Marco Antonio Loustaunau Caballero unter Botschafter Sergio Mota Marín Sekretär zweiter Klasse an der mexikanischen Botschaft in Dänemark. 1995 war er unter Botschafter Jesús Silva-Herzog Marquez an der mexikanischen Botschaft in Washington als Berater in der Wirtschaftsabteilung akkreditiert.
Er ist mit Hermelinda Mendez-de Loustaunau verheiratet.
| Vorgänger                    | Amt                                                              | Nachfolger            |
| ---------------------------- | ---------------------------------------------------------------- | --------------------- |
| Francisco José Cruz González | mexikanischer Botschafter in Warschau 2005 bis 2. September 2007 | Ráphael Steger Cataño |